# 鲍里斯·帕通
鲍里斯·葉夫根諾维奇·帕通（羅馬化：Borys Yevhenovych Paton；1918年11月27日—2020年8月19日），乌克兰焊接技术专家，自1962年起一直担任乌克兰国家科学院院长。

## 生平
1918年11月14日（身份证为11月27日）生于基輔。父亲是工程师叶夫根尼·帕通，1934年建立了帕通电焊研究所。母亲是家庭主妇。
1941年，帕通毕业于基辅理工学院，成为一名工程师。苏德战争开始后，他在红色索尔莫沃造船厂电气实验室工作，1942年调至父亲领导的乌克兰科学院电焊科学研究所工作。1950年任副所长。1953年父亲去世后，他就接任所长职务。
1945年获副博士学位。1952年获全博士学位。1953年加入苏联共产党。1954年获评教授职称。在20世纪70年代和80年代初，帕通多次建议苏联当局不要建造切尔诺贝利核电站。
他有一次摔倒了，治疗了很久时间都没康复，偶然产生了将自己伤口组织“焊接”起来的想法。从1992年开始，他领导团队开始研究用高频电流将活体软组织焊接的技术。
2018年12月6日，乌克兰国家科学院举办“科学院成立100周年暨院长鲍里斯·帕通百年寿辰”双百庆祝活动。中国科学院院长白春礼、哈萨克斯坦、白俄罗斯、斯洛伐克、保加利亚、爱沙尼亚、立陶宛、亚美尼亚、阿塞拜疆、格鲁吉亚、越南等国科学院院长或副院长、美国、德国、联合国教科文组织及有关国际科研机构代表出席了活动。
2020年8月19日逝世。

## 荣誉
苏联
- 社会主义劳动英雄荣誉称号、列宁勋章和“镰刀与锤子”奖章（两次：1969年3月13日、1978年11月24日）
- 列寧勳章（1975年9月17日、1967年4月27日）
- 十月革命勋章（1984年4月26日）
- 劳动红旗勋章（1943年9月13日）
- 各民族人民友谊勋章（1988年11月24日）
- 乌克兰苏维埃社会主义共和国国家奖（1970年）
- 列宁奖（1957年）
- 斯大林奖三等奖（1950年）
- 罗蒙诺索夫金质奖章（1981年）

乌克兰
- 烏克蘭英雄荣誉称号、国家勋章（1998年11月26日）首位获授者
- 自由勋章（2012年1月21日）
- 一级智者雅罗斯拉夫王子勋章（2008年11月27日）
- 二级智者雅罗斯拉夫王子勋章（2018年12月7日）
- 四级智者雅罗斯拉夫王子勋章（2003年11月26日）
- 五级智者雅罗斯拉夫王子勋章（1997年5月13日）

俄罗斯联邦
- 一级祖国功勋勋章（2008年11月26日）
- 二级祖国功勋勋章（1998年11月27日）
- 荣誉勋章（2004年1月19日）

其他国家
- 友谊勋章（捷克斯洛伐克，1988年9月29日）[9]
- 二级友谊勋章（哈萨克斯坦，2007年）[10]
- 荣誉勋章（摩尔多瓦，2012年）[11]
- 中国政府友谊奖（2013年）[12]

城市与组织
- 基辅市荣誉市民
- 马里乌波尔荣誉市民（1998年）
- 莫斯科物理技术学院荣誉教授（2003年）
- 全球能源奖（2010年）